# Sewerooneschsk
Sewerooneschsk (russisch Североонежск) ist eine Siedlung städtischen Typs in Nordwestrussland. Sie gehört zur Oblast Archangelsk und hat 5289 Einwohner (Stand 14. Oktober 2010).

## Geographie
Sewerooneschsk liegt am linken Ufer des Flusses Onega, etwa 220 km südlich der Oblasthauptstadt Archangelsk. Es befindet sich im Rajon Plessezk und liegt etwa 24 km von dessen Zentrum Plessezk entfernt.

## Geschichte
In den 1960er Jahren wurden in dem Gebiet des heutigen Sewerooneschsk große Bauxitvorkommen entdeckt und im Jahr 1968 das erste Bergwerk fertiggestellt. Zur Erschließung der Vorkommen begann man mit dem Bau einer Eisenbahnbrücke über die Onega, welche im Jahr 1971 fertiggestellt wurde. An der neu gegründeten Eisenbahnstation Iksa entstand im Jahr 1973 Sewerooneschsk als Arbeitssiedlung. Ursprünglich sollte die Siedlung Sewerorossijsk heißen und man rechnete durch die Ansiedlung der Bauxitverarbeitenden Industrie mit einem schnellen Wachstum des Ortes auf bis zu 100.000 Einwohner. Diese Pläne bewahrheiteten sich unter anderem auf Grund der geringen Fördermengen jedoch nicht.
Im Jahr 1985 erhielt Sewerooneschsk den Status einer städtischen Siedlung.

### Einwohnerentwicklung
Die folgende Übersicht zeigt die Entwicklung der Einwohnerzahlen von Sewerooneschsk.
| Jahr | Einwohner |
| ---- | --------- |
| 1989 | 6223      |
| 2002 | 5624      |
| 2010 | 5289      |

Anmerkung: Volkszählungsdaten

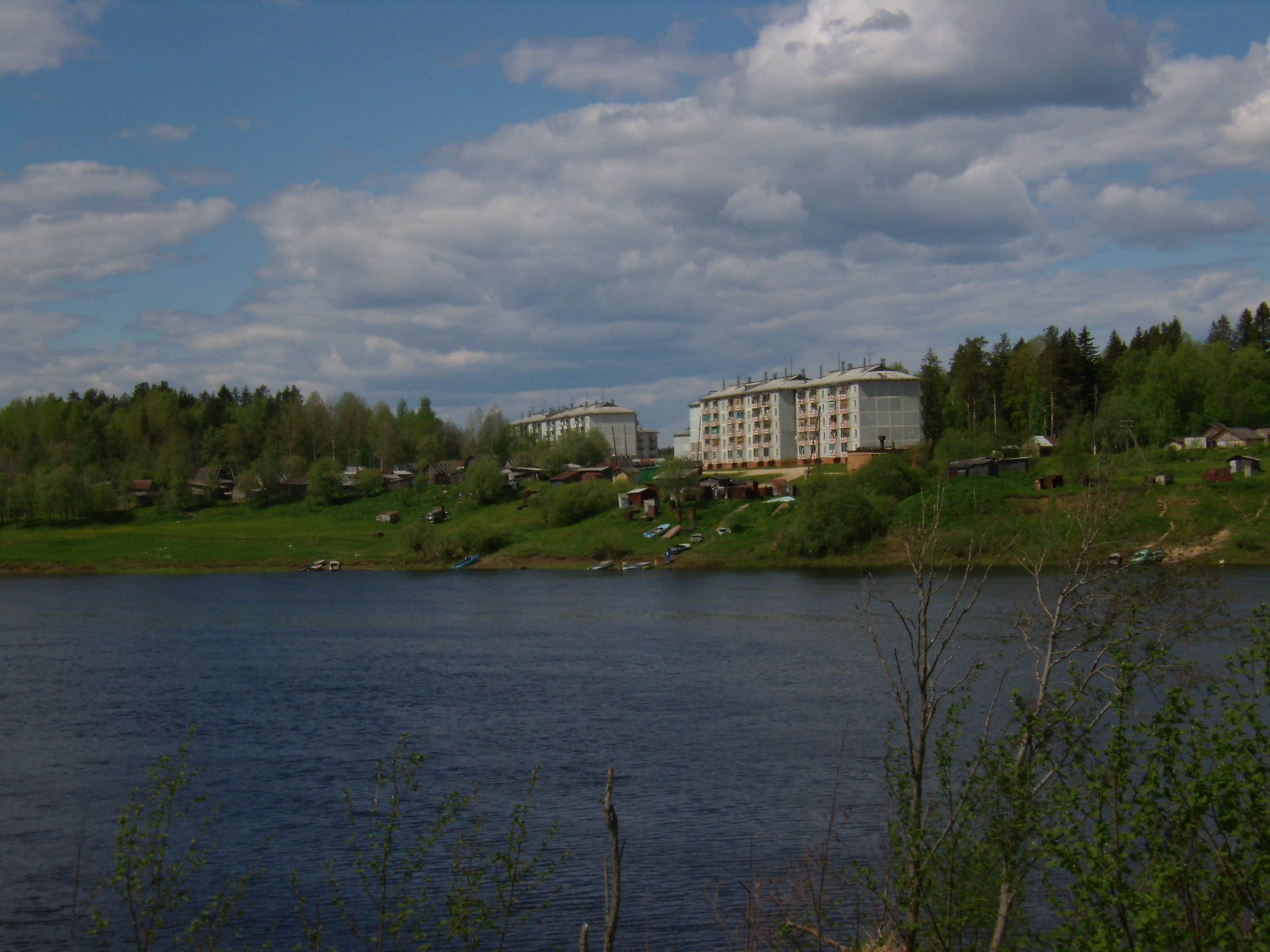
Die Onega in Sewerooneschsk
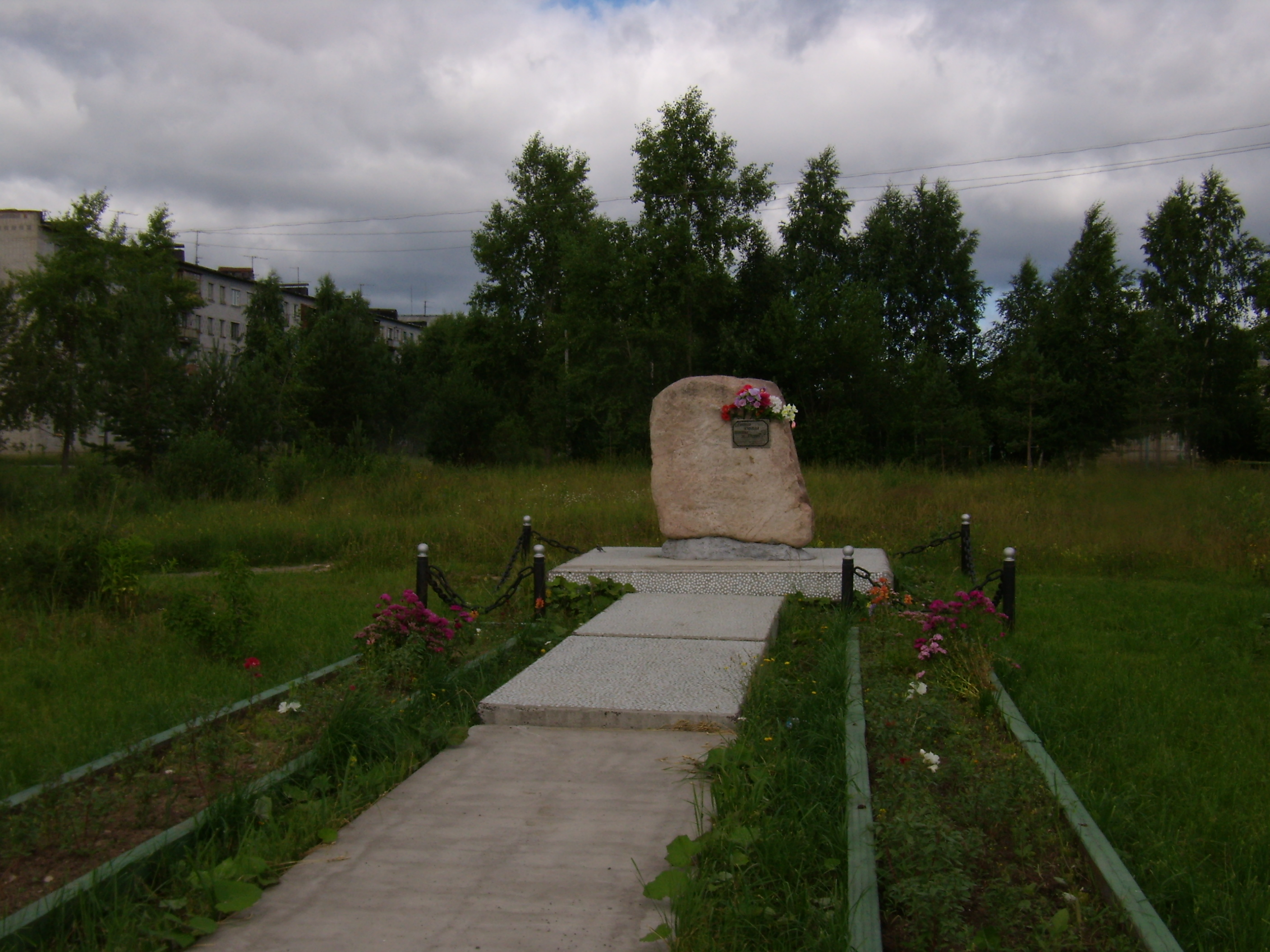
Kriegerdenkmal in Sewerooneschsk

## Wirtschaft und Infrastruktur
Die Wirtschaft der Stadt stützt sich größtenteils immer noch auf den Bergbau, vor allem dem Abbau von Bauxit und von Basalterzen. Ein weiterer wichtiger Industriezweig ist die Forstwirtschaft.
In Sewerooneschsk befindet sich die Eisenbahnstation Iksa der Saoneschskaja Eisenbahn (Заонежская железная дорога), welche sich auf 111 km von Puksa nach Jangory erstreckt. In der Siedlung selbst befindet sich nördlich der Bahnstation auch das Haupteisenbahndepot der Strecke.

## Persönlichkeiten
- Iwan Wiktorowitsch Wagner (geb. 1985), Kosmonaut